# Campionat britànic de trial 2013
La temporada de 2013 del Campionat britànic de trial fou la 63a edició d'aquest campionat, organitzat per l'ACU. El calendari oficial constava de 4 proves puntuables, celebrades entre el 3 de març i el 29 de setembre.

## Classificació final
| Posició | Pilot               | Motocicleta | Punts |
| ------- | ------------------- | ----------- | ----- |
| 1       | Michael Brown       | Gas Gas     | 74    |
| 2       | James Dabill        | Beta        | 74    |
| 3       | Ross Danby          | JTG         | 49    |
| 4       | Alexz Wigg          | Gas Gas     | 48    |
| 5       | Sam Connor          | Beta        | 45    |
| 6       | Jonathan Richardson | Ossa        | 32    |
| 7       | Sam Haslam          | Gas Gas     | 30    |
| 8       | Richard Sadler      | Sherco      | 27    |
| 9       | Ben Morphett        | Gas Gas     | 27    |
| 10      | Andy Chilton        | Beta        | 26    |